# Branne (Doubs)
Cet article possède un paronyme, voir Brans.
Pour les articles homonymes, voir Branne.
Branne est une commune française située dans le département du Doubs, la région culturelle et historique de Franche-Comté et la région administrative Bourgogne-Franche-Comté.
Ses habitants sont appelés les Brannois et Brannoises.

## Géographie
Brænna en 1147 ; Brænne en 1228 ; Branne en 1275.

### Climat
Pour des articles plus généraux, voir Climat de la Bourgogne-Franche-Comté et Climat du Doubs.
En 2010, le climat de la commune est de type climat de montagne, selon une étude du Centre national de la recherche scientifique s'appuyant sur une série de données couvrant la période 1971-2000. En 2020, Météo-France publie une typologie des climats de la France métropolitaine dans laquelle la commune est exposée à un climat semi-continental et est dans la région climatique  Jura, caractérisée par une forte pluviométrie en toutes saisons (1 000 à 1 500 mm/an), des hivers rigoureux et un ensoleillement médiocre. 
Pour la période 1971-2000, la température annuelle moyenne est de 10,7 °C, avec une amplitude thermique annuelle de 17,6 °C. Le cumul annuel moyen de précipitations est de 1 318 mm, avec 12,6 jours de précipitations en janvier et 10,3 jours en juillet. Pour la période 1991-2020, la température moyenne annuelle observée sur la station météorologique installée sur la commune est de 11,1 °C et le cumul annuel moyen de précipitations est de 1 127,0 mm. 
La température maximale relevée sur cette station est de 39 °C, atteinte le 7 août 2015 ; la température minimale est de −19,8 °C, atteinte le 20 décembre 2009,,. 
| Mois                                  | jan.           | fév.           | mars          | avril         | mai           | juin          | jui.          | août         | sep.          | oct.          | nov.           | déc.           | année      |
| ------------------------------------- | -------------- | -------------- | ------------- | ------------- | ------------- | ------------- | ------------- | ------------ | ------------- | ------------- | -------------- | -------------- | ---------- |
| Température minimale moyenne (°C)     | −0,7           | −0,8           | 1,4           | 4,3           | 8,1           | 12            | 13,4          | 13,1         | 10            | 6,7           | 3,2            | 0,2            | 5,9        |
| Température moyenne (°C)              | 2,5            | 3,4            | 6,8           | 10,7          | 14,1          | 18,1          | 20            | 19,6         | 16            | 11,6          | 7              | 3,6            | 11,1       |
| Température maximale moyenne (°C)     | 5,7            | 7,6            | 12,1          | 17            | 20,1          | 24,3          | 26,6          | 26,2         | 21,9          | 16,4          | 10,9           | 7              | 16,3       |
| Record de froid (°C) date du record   | −12,8 17.01.13 | −15,9 04.02.12 | −6,9 13.03.10 | −5,2 08.04.21 | −1,1 07.05.19 | 4,2 05.06.09  | 5,5 03.07.11  | 4,9 30.08.09 | 1,9 24.09.08  | −4,2 16.10.09 | −11,7 30.11.10 | −19,8 20.12.09 | −19,8 2009 |
| Record de chaleur (°C) date du record | 20,6 01.01.23  | 21,8 24.02.21  | 26,4 31.03.21 | 28,3 21.04.18 | 31,6 24.05.09 | 36,5 18.06.22 | 38,7 31.07.20 | 39 07.08.15  | 33,5 11.09.23 | 30,9 02.10.23 | 24,9 07.11.15  | 19,6 31.12.22  | 39 2015    |
| Précipitations (mm)                   | 92,6           | 78,4           | 78,7          | 79,6          | 106,2         | 109,3         | 90,9          | 93,8         | 77,7          | 103,9         | 95,2           | 120,7          | 1 127      |

| Diagramme climatique                                  |             |             |           |              |             |              |              |            |              |             |           |
| J                                                     | F           | M           | A         | M            | J           | J            | A            | S          | O            | N           | D         |
| 5,7−0,792,6                                           | 7,6−0,878,4 | 12,11,478,7 | 174,379,6 | 20,18,1106,2 | 24,312109,3 | 26,613,490,9 | 26,213,193,8 | 21,91077,7 | 16,46,7103,9 | 10,93,295,2 | 70,2120,7 |
| Moyennes : • Temp. maxi et mini °C • Précipitation mm |             |             |           |              |             |              |              |            |              |             |           |

Les paramètres climatiques de la commune ont été estimés pour le milieu du siècle (2041-2070) selon différents scénarios d'émission de gaz à effet de serre à partir des nouvelles projections climatiques de référence DRIAS-2020. Ils sont consultables sur un site dédié publié par Météo-France en novembre 2022.

## Urbanisme

### Typologie
Au 1er janvier 2024, Branne est catégorisée commune rurale à habitat dispersé, selon la nouvelle grille communale de densité à 7 niveaux définie par l'Insee en 2022.
Elle est située hors unité urbaine et hors attraction des villes,.

### Occupation des sols
L'occupation des sols de la commune, telle qu'elle ressort de la base de données européenne d’occupation biophysique des sols Corine Land Cover (CLC), est marquée par l'importance des territoires agricoles (50,5 % en 2018), une proportion identique à celle de 1990 (50,5 %). La répartition détaillée en 2018 est la suivante : 
forêts (45,6 %), terres arables (22,8 %), zones agricoles hétérogènes (17,5 %), prairies (10,2 %), zones urbanisées (3,9 %). L'évolution de l’occupation des sols de la commune et de ses infrastructures peut être observée sur les différentes représentations cartographiques du territoire : la carte de Cassini (XVIIIe siècle), la carte d'état-major (1820-1866) et les cartes ou photos aériennes de l'IGN pour la période actuelle (1950 à aujourd'hui).

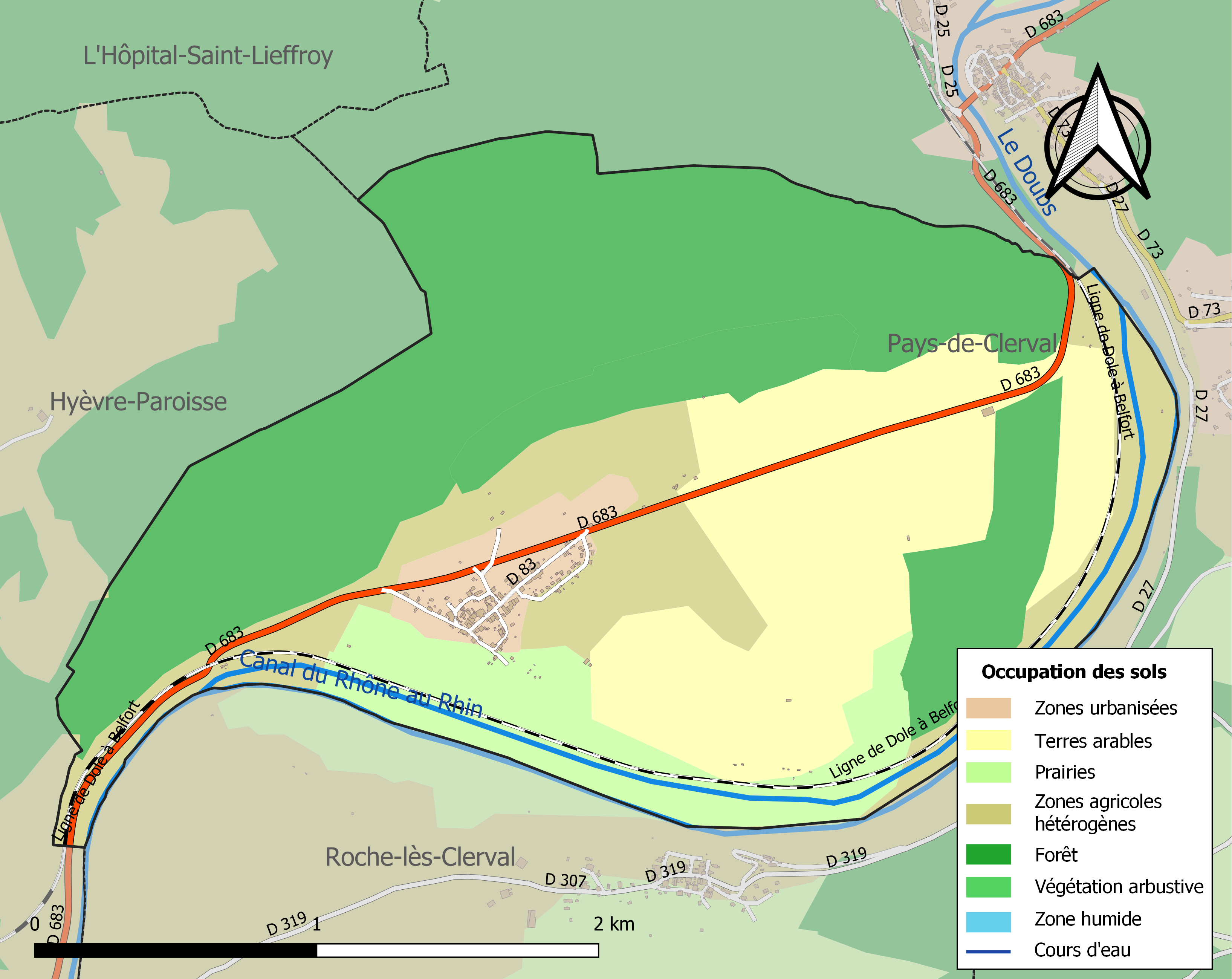
Carte des infrastructures et de l'occupation des sols de la commune en 2018 (CLC).

## Héraldique
| Blason de Branne | Blason  | De sable à deux bars d'argent adossés en chef et au vigneron contourné assis sur un fût et tenant les tables de la loi, le tout d'or. |
| Blason de Branne | Détails | Le statut officiel du blason reste à déterminer.                                                                                      |

## Politique et administration
| Période                                  | Période  | Identité               | Étiquette | Qualité                     |
| ---------------------------------------- | -------- | ---------------------- | --------- | --------------------------- |
| 1977                                     | 1997     | Bernard Mielle         | PS        | Agent SNCF                  |
| 1997                                     | 2001     | Guy Heuvrard           |           | Enseignant                  |
| 2001                                     | 2020     | Liliane Guyon-Veuillet | DVG       | Retraitée de l'enseignement |
| mai 2020                                 | En cours | Michel Motte           |           | Retraité                    |
| Les données manquantes sont à compléter. |          |                        |           |                             |

## Démographie
L'évolution du nombre d'habitants est connue à travers les recensements de la population effectués dans la commune depuis 1793. Pour les communes de moins de 10 000 habitants, une enquête de recensement portant sur toute la population est réalisée tous les cinq ans, les populations de référence des années intermédiaires étant quant à elles estimées par interpolation ou extrapolation. Pour la commune, le premier recensement exhaustif entrant dans le cadre du nouveau dispositif a été réalisé en 2008.

En 2022, la commune comptait 181 habitants, en évolution de +5,23 % par rapport à 2016 (Doubs : +1,88 %, France hors Mayotte : +2,11 %).
| 1793 | 1800 | 1806 | 1821 | 1831 | 1836 | 1841 | 1846 | 1851 |
| ---- | ---- | ---- | ---- | ---- | ---- | ---- | ---- | ---- |
| 220  | 224  | 237  | 224  | 347  | 330  | 355  | 351  | 366  |

| 1856 | 1861 | 1866 | 1872 | 1876 | 1881 | 1886 | 1891 | 1896 |
| ---- | ---- | ---- | ---- | ---- | ---- | ---- | ---- | ---- |
| 363  | 394  | 376  | 358  | 305  | 317  | 307  | 294  | 270  |

| 1901 | 1906 | 1911 | 1921 | 1926 | 1931 | 1936 | 1946 | 1954 |
| ---- | ---- | ---- | ---- | ---- | ---- | ---- | ---- | ---- |
| 256  | 237  | 216  | 223  | 173  | 185  | 161  | 168  | 172  |

| 1962 | 1968 | 1975 | 1982 | 1990 | 1999 | 2006 | 2008 | 2013 |
| ---- | ---- | ---- | ---- | ---- | ---- | ---- | ---- | ---- |
| 163  | 131  | 140  | 159  | 171  | 167  | 173  | 175  | 176  |

| 2018 | 2022 | - | - | - | - | - | - | - |
| ---- | ---- | - | - | - | - | - | - | - |
| 178  | 181  | - | - | - | - | - | - | - |

## Lieux et monuments

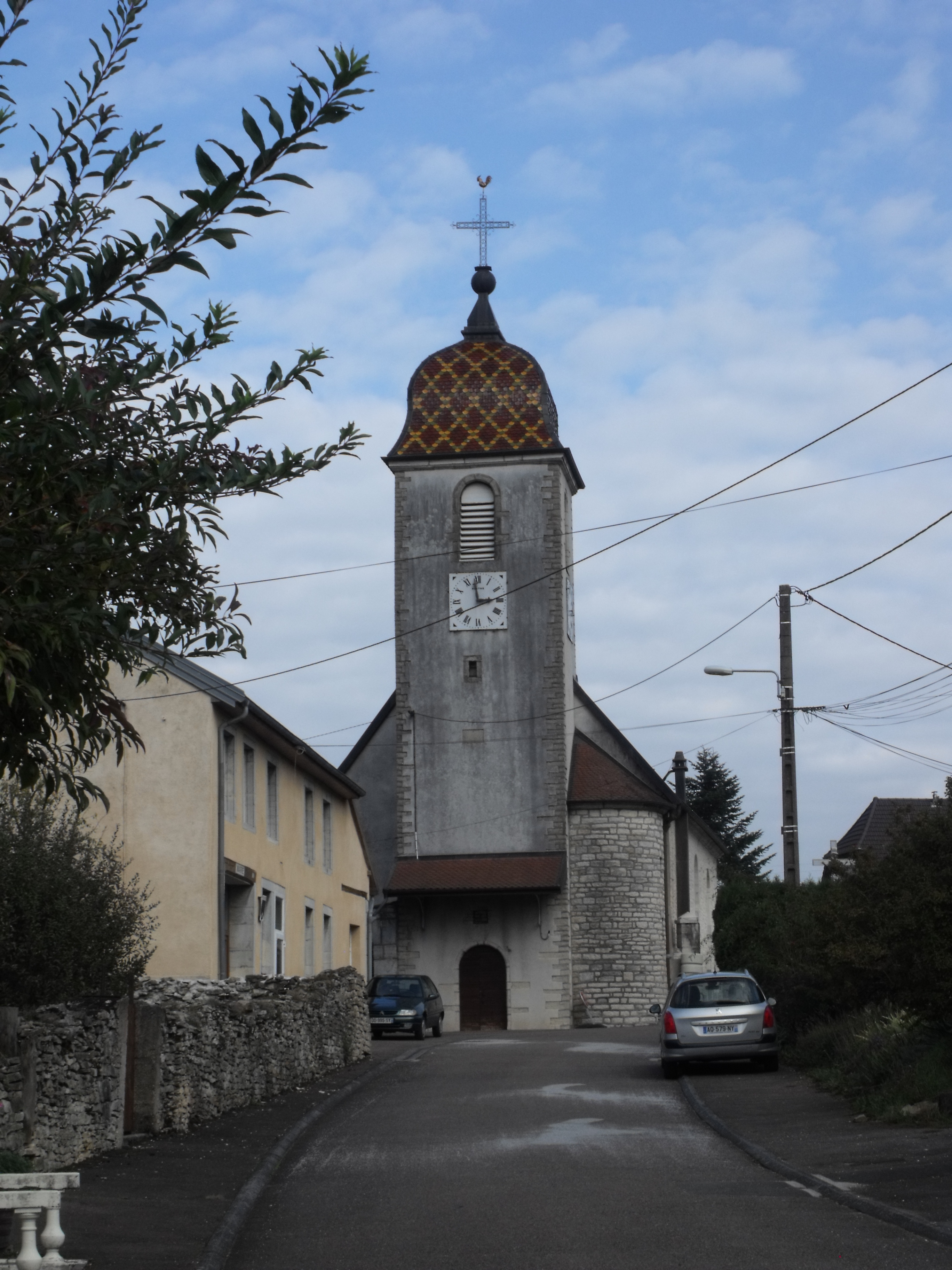
L'église.

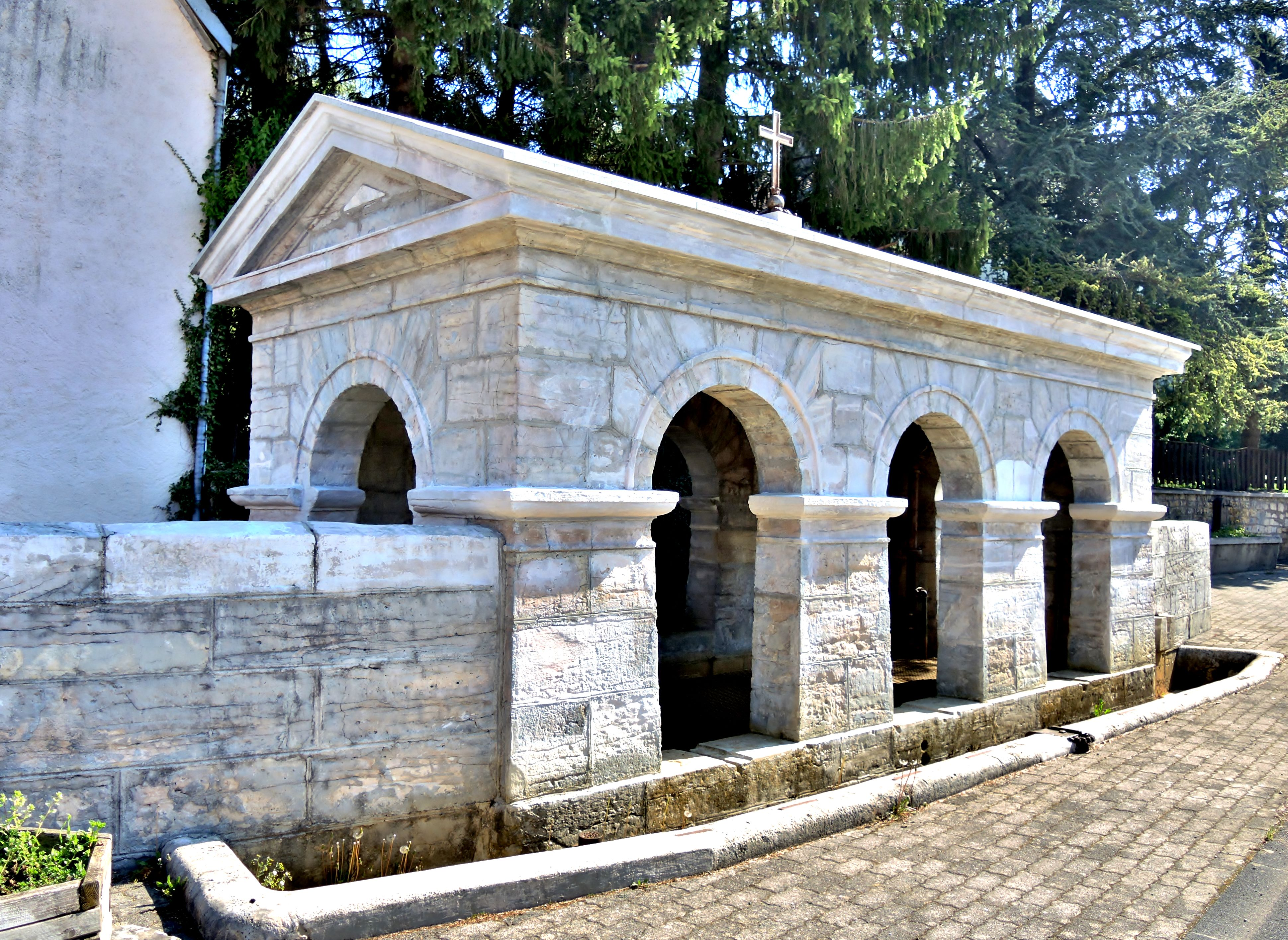
Fontaine-lavoir, au bas du village.

- Église Saint-Martin : le clocher et l'histoire de l'église[20]. Le bâtiment est situé dans le diocèse de Besançon, au sein de l'unité pastorale de Clerval. Le curé est M. l'abbé Michel Naas.